# Grapsoidea
Grapsoidea  (лат.) — надсемейство десятиногих ракообразных из инфраотряда крабов (Brachyura). Многие представители ведут полусухопутный образ жизни. Grapsoidea содержат  относительно много видов, которые являются наземными (наземно-живыми), земными (мигрирующими к морю только для размножения), или живущими в пресной воде. 

## Систематика
Разграничение Grapsidae и Plagusiidae нуждается в пересмотре; последнее, по крайней мере, не монофилетическое. То же самое, по-видимому, справедливо для нескольких родов у Sesarmidae.  Ближайшими живыми родственниками Grapsoidea являются Ocypodoidea. На самом деле они кажутся парафилетическими по отношению друг к другу, и кажется оправданным объединить Ocypodoidea в Grapsoidea